# Беотарх
Беотарси (грч. Βοιωτάρχης) су били функционери Беотијског савеза. 

## Историја
Титула Беотарха успостављена је 379. године п. н. е. када се група Тебанаца супротставила спартанском гарнизону и започела Беотијски рат. Најпознатији беотарси били су Пелопида и Епаминонда, вође тог устанка. Ослобађањем Беотије од спартанске хегемоније одбновљен је Беотијски савез. Он је замишљен као федерација седам изабраних беотарха - четворица из Тебе и тројица из осталих области. Сваки Беоћанин могао је бити изабран на ту функцију. Функција је била слична атинском стратегу. Беоћани су имали и титулу архонта, али се она разликовала од атинских архоната. 